# Antoni Figueras i Cerdà
Antoni Figueras i Cerdà (Palma, Mallorca, 30 de gener de 1866 - Esparreguera, Baix Llobregat, 13 de juliol de 1933) va ser el fundador de les Escoles Caterina Figueras, anomenades així en memòria de la seua filla.

## Biografia
Antoni Figueras era fill d'una família humil i orfe de pare, des de petit va haver de treballar per tirar la família endavant. El 1884, amb 18 anys, va emigrar a Arecibo (població situada a la costa nord de Puerto Rico) per treballar a l'empresa "Casa de Roses". El noi feia de dependent en una botiga d'ultramarins, i al mateix temps que treballava de sol a sol a la companyia, Antoni es va dedicar a estudiar comptabilitat i també idiomes. Amb el pas del temps esdevingué un element fonamental de la Companyia creant noves empreses i estructures empresarials. El 21 de març de 1895, es va casar a Puerto Rico amb Catalina Dobal espieta, filla d'una família originària de Camuy (Puerto Rico) descendents d'espanyols i francesos. D'aquest matrimoni va néixer el 1896 Jaume, el primogènit i el 31 d'agost de 1897, va néixer la seva filla Caterina.
L'any 1908, Antoni Figueras va decidir, com feien molts indians, tornar a Espanya amb la seva dona i els seus dos fills. Es va establir a la ciutat de Barcelona. Un fet que canviaria la seva vida serà la mort el 13 d'octubre de 1923, a Barcelona, de la seva filla Caterina, víctima del tifus. Des d'aquell moment Antoni destinarà la part de l'herència que havia de ser per la seva filla causes benèfiques generalment a Puerto Rico on s'obriren hospitals i escoles amb el nom de la seva filla. Sembla que l'empresari oferirà la seva ajuda econòmica a pobles o indrets on havia passat temporades o part de la seva vida, aquest és el cas de Tona. La família Figueras havia passat temporades a aquest municipi de la Comarca d'Osona, allotjada a l'Hotel Ristol i prenent les Aigües al Balneari Roqueta. Així doncs, el 4 de juliol de 1928 es posava la primera pedra a les Escoles Caterina Figueras, l'empresari destinar 110.000 pessetes en la compra del terreny i en l'edificació de les escoles. Actualment aquest edifici alberga la biblioteca pública Caterina Figueras i es troba al carrer Antoni Figueras. El carrer, antiga N-152, ha estat reurbanitzat com a passeig durant l'any 2009.
Antoni Figueras morí de forma accidental el 13 de juliol de 1933 al balneari de la Puda de Montserrat (Esparreguera), en cedir una barana en obres del balneari, a sobre del riu Llobregat. Va ser enterrat al panteó Figueras-Dobal, que ell mateix havia fet construir al Cementiri de Montjuïc de Barcelona.